# Zophomyia temula
Zophomyia temula är en tvåvingeart som först beskrevs av Giovanni Antonio Scopoli 1763.  Zophomyia temula ingår i släktet Zophomyia och familjen parasitflugor. Arten är reproducerande i Sverige. Inga underarter finns listade i Catalogue of Life.

## Bildgalleri

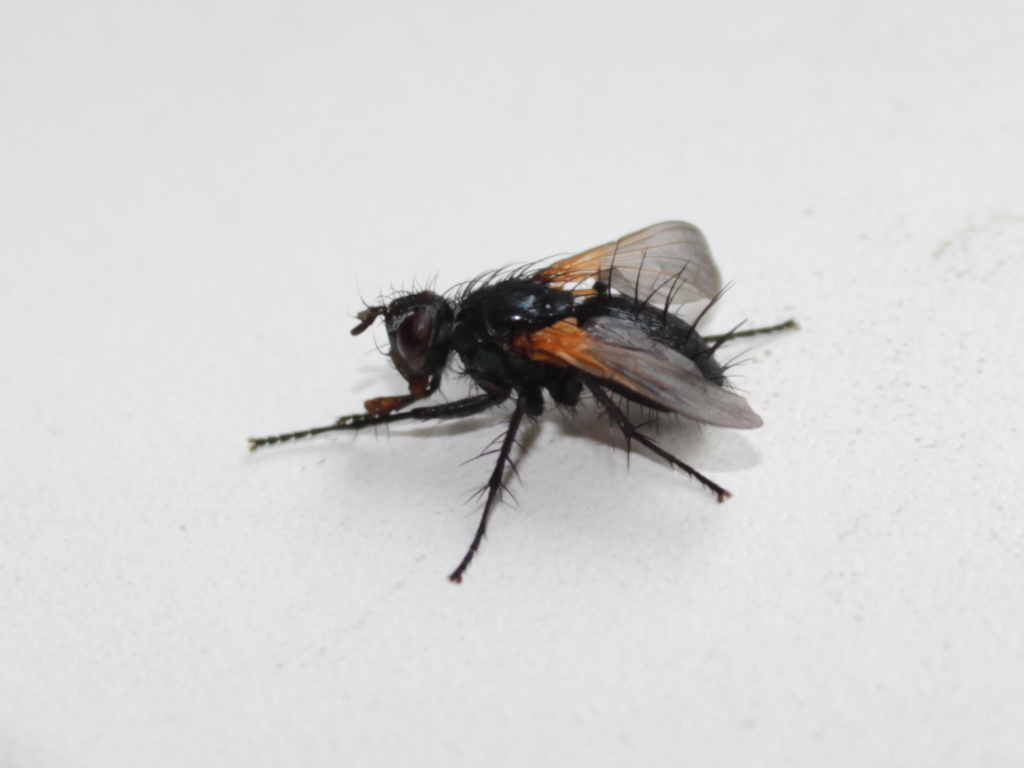
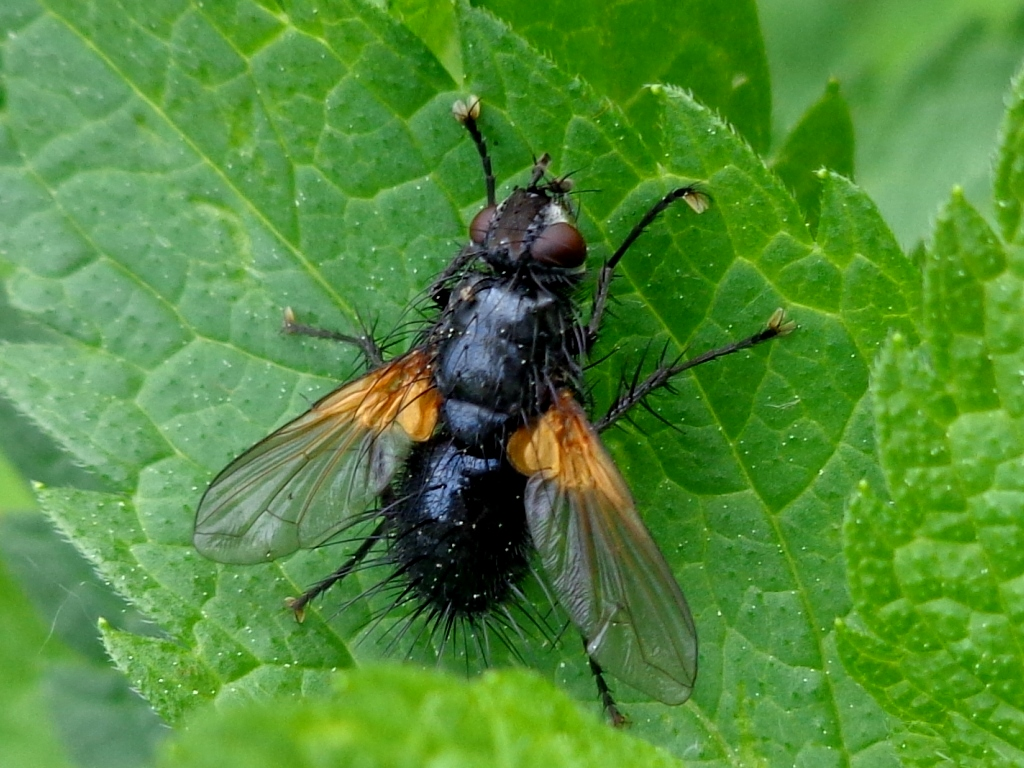
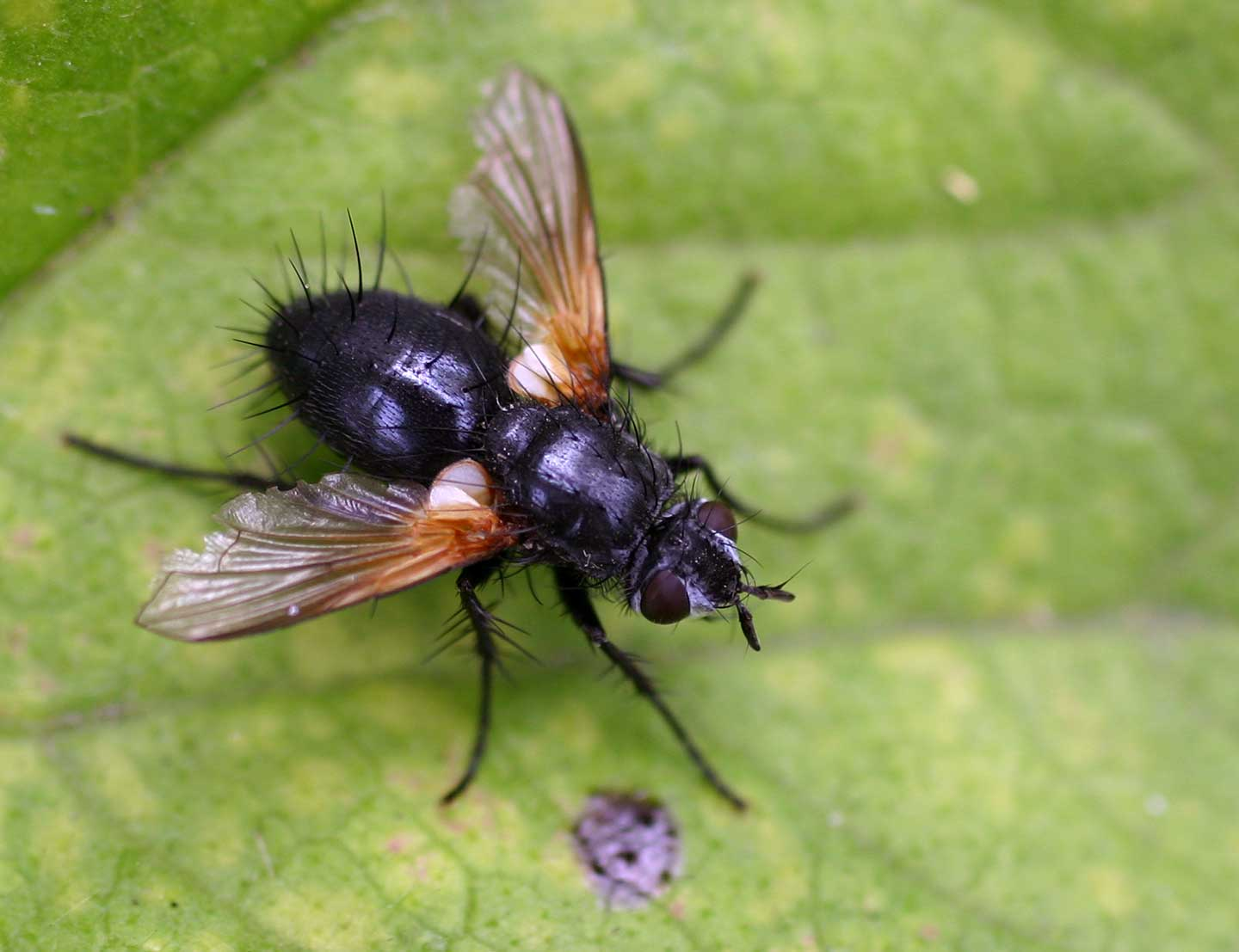
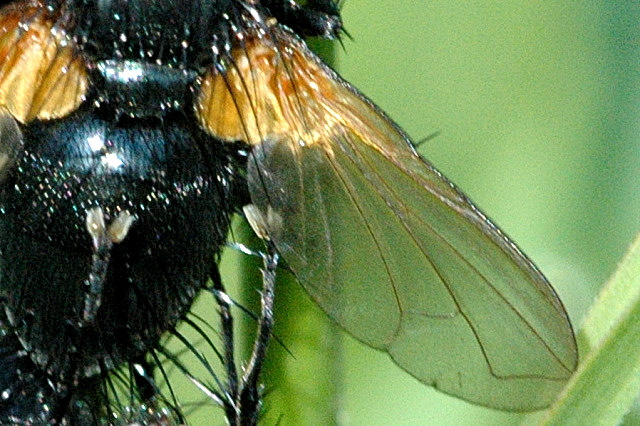